# 桑蒂瓦涅斯德拉谢拉
桑蒂瓦涅斯德拉谢拉，是西班牙卡斯蒂利亚-莱昂萨拉曼卡省的一个市镇。 总面积14平方公里，总人口243人（2001年），人口密度17人/平方公里。